# Mithrax hemphilli
Mithrax hemphilli is een krabbensoort uit de familie van de Mithracidae. De wetenschappelijke naam van de soort is voor het eerst geldig gepubliceerd in 1892 door Rathbun.